# Folco IV d'Angiò

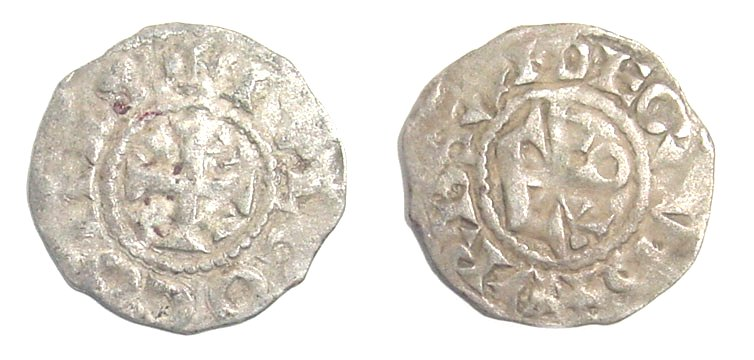
Monete coniate nel periodo di Folco IV.

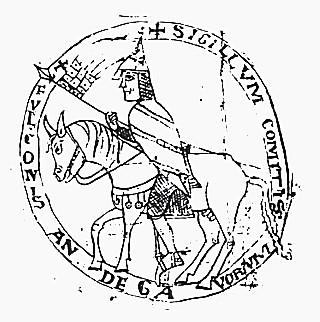
Un sigillo di Folco IV dell'anno 1090.

Folco di Château-Landon, detto il Rissoso, in francese Foulque IV d'Anjou, dit le Réchin ou le Querelleur (Château-Landon, 1043 – Angers, 14 aprile 1109), fu signore di Saintonge, dal 1060 al 1062, signore di Vihiers, dal 1060 e poi conte d'Angiò e conte di Tours, dal 1068 fino alla sua morte.

## Origine
Figlio maschio secondogenito del conte di Gâtinais e signore di Château-Landon, Goffredo II e di sua moglie (il matrimonio viene confermato dalla Ex Historiæ Andegavensis Fragmento scritta dallo stesso loro figlio, Folco IV "il Rissoso"), Ermengarda detta Bianca d'Angiò, figlia del conte d'Angiò, Folco III Nerra o "il Nero" e di Ildegarda, di cui non si conoscono gli ascendenti, ma sicuramente originaria della Lotaringia; Ermengarda fu anche sorella del conte d'Angiò, Goffredo II "Martello" e madre, oltre che di Folco, anche del conte d'Angiò, Goffredo III il Barbuto.
Goffredo II di Gâtinais, detto Ferreol, secondo il documento n° XIX del Cartulaire de l'église Notre-Dame de Paris, Tomes I, era il figlio primogenito del conte consorte di Gâtinais, Ugo di Perche (filiis Hugonis Pertice, scilicet Gosfredo et Letoldo) e di Beatrice di Macon, figlia del conte Aubry II di Mâcon e di Ermentrude di Roucy, figlia del conte di Reims e signore di Roucy, Rinaldo(secondo la genealogia n° V delle Genealogiæ comitum Andegavensium, Beatrice era figlia di Alberico, discendente dal conte di Vesontio).

## Biografia
Tra il 1043 e il 1045, alla morte suo padre, suo fratello primogenito, Goffredo ereditò la contea di Gâtinais e la signoria di Château-Landon, molto probabilmente sotto la tutela della madre, che, verso il 1048, si sposò, in seconde nozze, con il duca di Borgogna, Roberto I il Vecchio, come conferma la genealogia n° I delle Genealogiæ comitum Andegavensium.
Secondo la Chronica de Gesta Consulum Andegavorum, Chroniques d'Anjou suo zio materno, il Conte d'Angiò, Goffredo II "Martello", nel 1060, essendo ammalato, abbandonò i suoi titoli lasciandoli ai nipoti, il conte di Gâtinais, Goffredo III il Barbuto e suo fratello, Folco detto "il Rissoso", e, secondo la nota nº 3 del documento n° CXLIII del Cartulaire de l'abbaye cardinale de la Trinité de Vendôme, Tomes I, Goffredo Martello morì il 14 novembre 1060, nel monastero che lui aveva fondato (l'abbazia di Saint-Nicolas d'Angers), dove era stato assistito durante la sua malattia e dove aveva indossato l'abito monacale, assistito dal nipote, Folco "il Rissoso", mentre suo successore fu Goffredo III il Barbuto, mentre secondo le Chronicæ sancti Albini Andegavensis, Chroniques des Eglises d'Anjou Goffredo Martello mori il 14 novembre 1061 e gli succedette il nipote, Folco detto "il Rissoso" (MLXI - Obiit Gaufridus Martellus, XVIII Kalend.decembris, cui successit Fulgo cognominatus Rechin).
Nel 1060, Goffredo detto "il Barbuto", divenne conte d'Angiò e di Turenna, come Goffredo III, mentre suo fratello, il secondogenito, Folco detto "il Rissoso" ricevette la Saintonge e la signoria di Vihiers.
Nel 1061, il duca d'Aquitania, Guido Goffredo di Guascogna, invase la Saintonge, ma fu sconfitto da Folco e da Goffredo III il Barbuto alle sorgenti del fiume Boutonne. Ma l'anno dopo il duca d'Aquitania, Guido Goffredo ritornò e, dopo aver occupato Saintes sconfisse e scacciò Folco dalla Saintonge.
In quello stesso anno (1062), alla morte di Eriberto II, conte del Maine, il duca di Normandia, Guglielmo il Bastardo, occupò il Maine a nome di Margherita del Maine e suo figlio, Roberto (qualche anno prima, essendo molto giovane, Eriberto II, che nel documento nº 15 del Cartulaire de l'abbaye de Saint-Vincent du Mans, datato 15 novembre 1058, viene citato come bambino, Herberto puerulo comite, si era riconosciuto vassallo del duca di Normandia e dato che non aveva eredi, il duca di Normandia, Guglielmo aveva stipulato un contratto di fidanzamento tra suo figlio (di pochi anni) Roberto e Margherita, la sorella di Eriberto, con la clausola che, alla morte di Eriberto II, sempre senza eredi, il futuro genero, Roberto avrebbe ereditato la contea), e, dopo aver fatto imprigionare i successori di Eriberto, Biota del Maine († ca. 1064), figlia di Eriberto I detto Evigilans canis (Cane Sveglio), e suo marito, Gualtiero I († ca. 1064), conte del Vexin e di Amiens, continuò ad occupare la contea anche dopo la morte di Margherita avvenuta nel 1063.
Dopo l'avvento al potere di Goffredo III il Barbuto, alcuni baroni e visconti iniziarono una ribellione e, nel 1062, si ebbe la ribellione di Goffredo di Pruliaco e altri nobili, come narra la Ex Chronico Turonensi, che fu ucciso e Goffredo, in Turenna, distrusse un'abbazia (Turoniæ, Abbatiam Majoris-Monasterii). La politica inetta di Goffredo contribuì ad aumentare la situazione di crisi.
Negli anni successivi, non accontentandosi della signoria di Vihiers, Folco il Rissoso, si unì ai baroni che facevano la fronda al fratello, Goffredo III il Barbuto e, in poco tempo, riuscì a radunare intorno a sé il partito degli insoddisfatti: secondo il Chronicon Vindocinense, nel 1067, Goffredo fu sconfitto dal fratello a Saumur, impadronendosi della città e, nel 1068, Folco riuscì a catturare Goffredo; Folco si impadronì dei titoli e dei domini del fratello, che fu imprigionato, nel Castello di Chinon, nella Turenna.
La catture e conseguente prigionia di Goffredo III sono citate anche dalla Chronica domni Rainaldi archidiaconi sancti Mauricii Andegavensis, Chroniques des Eglises d'Anjou,.
Ma questa usurpazione fu poco gradita dal re di Francia, Filippo I e dai suoi vicini, il conte di Blois, Tebaldo III e da alcuni baroni della contea del Maine. Folco IV il Rissoso fu sconfitto, ma secondo la storico, Patrick Van Kerrebrouck, nel suo Les Capétiens 987-1328, ottenne la pace e il riconoscimento del titolo di conte d'Angiò, nel 1069, cedendo il Gâtinais e Château-Landon alla corona di Francia; ma nonostante le pressanti richieste di Filippo I e di Tebaldo III, Goffredo III continuò ad essere incarcerato.
Comunque dopo l'usurpazione, la contea d'Angiò non ebbe più pace, perché i baroni furono in perenne ribellione obbligando Folco IV ad una guerra continua e anche quando, dopo alcuni anni, ottenne il riconoscimento di tutti i baroni (Folco IV ebbe soprattutto l'appoggio del clero secolare), il paese era ridotto allo stremo (significativa fu la lotta che Folco IV combatté contro Ugo, signore d'Amboise, dal 1081 per il resto della sua vita, per il possesso del castello di Amboise, La Residenza).
Nel 1069, secondo il monaco e storico medievale, Orderico Vitale, i nobili del Maine, sostenuti da Folco IV il Rissoso, cacciarono i Normanni dalla contea del Maine e offrirono la contea a Gersenda, che, dopo la morte della sorella Biota del Maine, era la legittima erede della contea: però, nel 1070, secondo l'Actus pontificum Cenomannis, cap. XXXII, Gesta Domini Arnaldi Episcopi, Gersenda e il marito, il conte di Milano e poi, per investitura imperiale, signore di Este e capostipite della casa d'Este, Alberto Azzo II d'Este, decisero di rinunciare al titolo in favore del giovane figlio, Ugo, affidando il governo della contea a Goffredo di Mayenne, che secondo Orderico Vitale, aveva capeggiato la rivolta contro i Normanni.
 Nel 1072, Folco IV il Rissoso fu chiamato dalla reggente della contea del Maine, Gersenda, la madre del conte Ugo V del Maine, per contrastare il duca di Normandia, Guglielmo il Conquistatore, ora anche re d'Inghilterra; in quell'anno Folco prese possesso di Le Mans. Nel 1073, Guglielmo il Conquistatore arrivò con facilità a Le Mans, dopo che Folco l'aveva abbandonata; Folco continuò a supportare il conte Ugo V contro l'aggressione di Guglielmo e per molti anni la contea del Maine fu, in parte, controllata dai Normanni, che consideravano conte Roberto II di Normandia, mentre la restante parte del territorio era governata da Ugo V, con la protezione di Folco IV il Rissoso.
Dopo vari anni di lotta, verso il 1081, fu trovato un accordo tra angioini e normanni, la pace di Blanchelande, che riconosceva Roberto conte del Maine, però vassallo di Folco IV il Rissoso.
Ma la pace durò poco e, già nel 1083, le operazioni belliche erano riprese, anche perché era avvenuta la rottura tra Roberto e suo padre Guglielmo. Folco IV riuscì a riprendere il controllo del Maine, dopo la morte di Guglielmo, quando Roberto divenne il duca di Normandia, Roberto II e la maggior parte della contea ritornò nelle mani dei baroni del Maine.
Prima del 1090, Folco si sposò, per la quinta volta, con Bertrada di Montfort, figlia terzogenita del signore di Montfort, Simone I (citata per la verità come sorellastra del signore di Montfort, Amalrico II), e della sua terza moglie, Agnese d'Évreux, figlia, secondo Orderico Vitale del conte d'Évreux, Riccardo e di Codechilde di Conches. Il matrimonio di Bertrada e Folco IV viene confermato sia dal De Genere Comitum Flandrensium, Notæ Parisienses, sia dall'arcivescovo, Guglielmo, della città di Tiro, nell'odierno Libano, nel suo Historia rerum in partibus transmarinis gestarum.
Essendo, secondo Orderico Vitale, ancora in vita due precedenti mogli (erano Mantia, la ripudiata quarta moglie, e la seconda, Ermengarda di Borbone), nel 1091, papa Urbano II condannò l'unione di Folco e Bertrada.
L'unione tra Folco IV e Bertrada durò poco, in quanto Bertrada fu fatta rapire dal re di Francia, Filippo I e, nonostante la minaccia di scomunica, il 15 maggio 1092, Bertrada sposò il re di Francia, Filippo I (la scomunica a Filippo I e Bertrada arrivò, nel 1095, al concilio di Clermont da parte di papa Urbano II). Secondo Orderico Vitale, Bertrada accettò di buon grado l'invito a recarsi alla corte di Francia e unirsi al re Filippo I; Folco, definito mite da Orderico, accettò la capricciosa volontà della moglie e le permise di lasciarlo e scandalosamente raggiungere Filippo per sposarlo.
In questo periodo, l'aperta ribellione di diversi feudatari, obbligò Folco IV a chiamare, nel 1098 il figlio primogenito, Goffredo IV Martello, l'erede della contea d'Angiò, a sostenere il peso di guidare l'esercito.
Goffredo comunque si impegnò a combattere i vassalli ribelli, e nello stesso periodo cercò di contrastare il re d'Inghilterra, Guglielmo II il Rosso, che ora reggeva anche il ducato di Normandia, nella sua invasione della contea del Maine, correndo in appoggio del conte, Elia I di Beaugency, che, nonostante l'aiuto di Folco IV e Goffredo IV, fu fatto prigioniero da Guglielmo II.
La morte di Guglielmo II e il ritorno di Roberto II in Normandia, permise la liberazione di Elia I di Beaugency, che, sempre con l'aiuto di Folco IV, riprese il controllo della contea.
Forse, nel 1104, il suo secondogenito, il figlio di Bertrada di Montfort, Folco il Giovane rientrò in Angiò da Parigi, dove aveva vissuto con la madre, Bertrada di Montfort, che, nel 1092, dopo il matrimonio con il re di Francia, Filippo I e aveva portato il figlioletto a vivere con lei alla corte e sostenne il padre, Folco IV nella sua lotta, per il predominio nel governo della contea, contro Goffredo IV Martello.
Altre fonti invece sostengono che Folco il Giovane rientrò in Angiò, nel 1106, dopo la morte del fratellastro, Goffredo IV Martello.
Il 23 giugno 1096, secondo il documento n° XCIII del Cartulaire noir de la cathédrale d'Angers, Folco IV fece una donazione alla cattedrale d'Angers, col consenso dei suoi tre figli, Ermengarda, Goffredo IV Martello e Folco il Giovane che controfirmarono il documento assieme al padre.
Il giovane Goffredo IV Martello, zelante, temuto dai baroni e apprezzato dal clero, continuò nella lotta contro coloro che resistevano e, assieme a Folco IV prese la città di La Chertre, diede alle fiamme Thouars ma durante l'assedio di Candé, nel 1106, trovò la morte (secondo il Chronicon Vindocinense, nel 1106, Goffredo fu trafitto da una freccia all'assedio di Candé), forse assassinato. 
Con la morte di Goffredo, Folco IV riottenne il pieno controllo del governo della contea d'Angiò, mentre il fratellastro, Folco il Giovane divenne il nuovo erede, sia dell'Angiò sia della Turenna, ma l'indipendenza dei baroni non ebbe più ostacoli.
Folco IV il Rissoso, morì ad Angers, il 14 aprile 1109, lasciando i suoi titoli e i suoi domini all'unico figlio maschio rimasto in vita, Folco il Giovane; secondo il Chronicon Vindocinense, morì il 14 aprile 1109 (MCIX - XVIII Kal Mai obiit), il conte d'Angiò, Folco IV (Fulco comes Andegavorun), fratello di Goffredo il Barbuto (frater comitis Gosfridi…Barbatus) e fu sepolto nel monastero della Santa Trinità di Angers (in monasterio nostro Andegavense S. Trinitatis).

## Matrimoni e discendenza
- Verso il 1060, Folco aveva sposato Ildegarda di Baugency, figlia di Lancellino II, signore di Baugency (come conferma la Chronica de Gesta Consulum Andegavorum, Chroniques d'Anjou[30]), uno dei più fedeli vassalli di suo zio, Goffredo II "Martello".
Folco da Ildegarda di Baugency ebbe una figlia[20][49]:
  - Ermengarda[30](ca. 1070-1156), nel 1089, sposò il duca d'Aquitania e conte de Poitiers, Guglielmo IX, che tre anni dopo nel 1092, la ripudiò; poi sposò il duca di Bretagna Alano IV.
- Rimasto vedovo della prima moglie, Ildegarda, Folco si era risposato con Ermengarda di Borbone, figlia d'Arcimbaldo IV il Forte, Signore di Borbone (come conferma la Chronica de Gesta Consulum Andegavorum, Chroniques d'Anjou[30]). Poco dopo però la ripudiò e Ermengarda, sempre secondo la Chronica de Gesta Consulum Andegavorum, Chroniques d'Anjou, si sposò in seconde nozze con Guglielmo di Jaligny[50].
Da Ermengarda di Borbone ebbe un figlio[20][49]:
  - Goffredo[30](ca. 1072-1106), conte d'Angiò assieme al padre.
- Folco, il 21 gennaio 1076, aveva sposato Arengarda o Orengarda di Chatelaillon, figlia d'Isembardo, signore di Châtel-Aillon[20] e, nel 1080, la ripudiò e la rinchiuse nella fortezza di Beaumont-lès-Tours, vicino a Tours, dove prese i voti[20].
Da Arengarda o Orengarda di Chatelaillon non ebbe figli[20][49].
- In quarte nozze, Folco aveva sposato Mantia, figlia del conte di Brienne, Gualtiero I, come conferma la genealogia n° V delle Genealogiæ comitum Andegavensium[6] e della moglie, la contessa di Bar-sur-Saône, Eustachia[20]; Mantia fu ripudiata senz'altro prima del 1090.
Da Mantia di Brienne non ebbe figli[20][49].
- Infine aveva sposato, verso il 1090. Bertrada di Montfort (come conferma la Chronica de Gesta Consulum Andegavorum, Chroniques d'Anjou[30]), da cui ebbe un figlio[20][49]:
  - Folco detto il Giovane[30] (ca. 1091-1143), conte d'Angiò, conte consorte e poi conte del Maine e quindi re di Gerusalemme

## Scritti
Folco IV scrisse una storia dei conti d'Angiò che è andata perduta quasi interamente. Il frammento salvato fu inserito nello Spicilegium di Luc d'Achery che fu tradotto in francese dall'abate, Michel de Marolles nel suo libro Les Histoires des anciens comtes d'Anjou et de la construction d'Amboise, avec des remarques sur chaque ouvrage (1681).
Il "Gesta Consulum Andegavorum" è un testo scritto in latino tra il 1100 e il 1140 da un monaco angioino, su richiesta di Folco IV il Rissoso, che riguarda la prima dinastia dei conti d'Angiò a partire dai visconti d'Angers del IX secolo ((LA)  Marchegay, P. e Salmon, A., Chroniques d'Anjou Tomo I).

## Ascendenza
|                                  |                    |                     | Genitori               |  |  | Nonni |  |  | Bisnonni |  |  | Trisnonni |  |
|                                  |                    |                     |                        |  |  |       |  |  | …        |  |  | …         |  |
|                                  |                    |                     |                        |  |  |       |  |  | …        |  |  | …         |  |
|                                  |                    | …                   |                        |  |  |       |  |  | …        |  |  |           |  |
| Ugo di Perche, Conte di Gâtinais |                    |                     |                        |  |  |       |  |  | …        |  |  |           |  |
|                                  |                    | …                   | …                      |  |  |       |  |  |          |  |  |           |  |
|                                  |                    | …                   | …                      |  |  |       |  |  |          |  |  |           |  |
|                                  |                    | …                   | …                      |  |  |       |  |  |          |  |  |           |  |
| Goffredo II di Gâtinais          |                    | …                   |                        |  |  |       |  |  |          |  |  |           |  |
|                                  |                    | Aubry II di Mâcon   | …                      |  |  |       |  |  |          |  |  |           |  |
|                                  |                    | Aubry II di Mâcon   | …                      |  |  |       |  |  |          |  |  |           |  |
|                                  |                    | Aubry II di Mâcon   | …                      |  |  |       |  |  |          |  |  |           |  |
| Beatrice di Mâcon                |                    | Aubry II di Mâcon   |                        |  |  |       |  |  |          |  |  |           |  |
|                                  |                    | Ermentrude di Roucy | Rinaldo di Coucy       |  |  |       |  |  |          |  |  |           |  |
|                                  |                    | Ermentrude di Roucy | Rinaldo di Coucy       |  |  |       |  |  |          |  |  |           |  |
|                                  |                    | Ermentrude di Roucy | Alberada di Lotaringia |  |  |       |  |  |          |  |  |           |  |
| Folco IV d'Angiò                 |                    | Ermentrude di Roucy |                        |  |  |       |  |  |          |  |  |           |  |
|                                  | Goffredo I d'Angiò | Folco II d'Angiò    |                        |  |  |       |  |  |          |  |  |           |  |
|                                  | Goffredo I d'Angiò | Folco II d'Angiò    |                        |  |  |       |  |  |          |  |  |           |  |
|                                  | Goffredo I d'Angiò | Gerberga            |                        |  |  |       |  |  |          |  |  |           |  |
| Folco III Nerra o "il Nero"      | Goffredo I d'Angiò |                     |                        |  |  |       |  |  |          |  |  |           |  |
|                                  |                    | Adele di Troyes     | Roberto di Vermandois  |  |  |       |  |  |          |  |  |           |  |
|                                  |                    | Adele di Troyes     | Roberto di Vermandois  |  |  |       |  |  |          |  |  |           |  |
|                                  |                    | Adele di Troyes     | Adelaide di Châlon     |  |  |       |  |  |          |  |  |           |  |
| Ermengarda detta Bianca d'Angiò  |                    | Adele di Troyes     |                        |  |  |       |  |  |          |  |  |           |  |
|                                  |                    | …                   | …                      |  |  |       |  |  |          |  |  |           |  |
|                                  |                    | …                   | …                      |  |  |       |  |  |          |  |  |           |  |
|                                  |                    | …                   | …                      |  |  |       |  |  |          |  |  |           |  |
| Ildegarda di Sundgau             |                    | …                   |                        |  |  |       |  |  |          |  |  |           |  |
|                                  |                    | …                   | …                      |  |  |       |  |  |          |  |  |           |  |
|                                  |                    | …                   | …                      |  |  |       |  |  |          |  |  |           |  |
|                                  |                    | …                   | …                      |  |  |       |  |  |          |  |  |           |  |
|                                  |                    | …                   |                        |  |  |       |  |  |          |  |  |           |  |

### Fonti primarie
- (LA)  Rerum Gallicarum et Francicarum Scriptires, tomus X.
- (LA)  Cartulaire de l'abbaye de Saint-Vincent du Mans, Liber primus.
- (LA)  Chronicæ sancti Albini Andegavensis, Chroniques des Eglises d'Anjou.
- (LA)  #ES Chroniques des comtes d´Anjou et des seigneurs d´Amboise.
- (LA)  Cartulaire de l'église Notre-Dame de Paris, Tomes I.
- (LA)  Chroniques des Eglises d'Anjou.
- (LA)  Rerum Gallicarum et Francicarum Scriptires, tomus XII.
- (LA)  Cartulaire de l'abbaye cardinale de la Trinité de Vendôme, Tome I.
- (LA)  Cartulaire de l'abbaye cardinale de la Trinité de Vendôme, Tome IV.
- (LA)  Actus Pontificum Cenomannis in urbe degentium (Le Mans).
- (LA)  Orderici Vitalis, Historia Ecclesiastica, tomus II.
- (LA)  Orderici Vitalis, Historia Ecclesiastica, tomus unicus.
- (LA)  Cartulaire noir de la cathédrale d angers.
- (LA)  Monumenta Germaniae Historica, Scriptores, tomus XIII.
- (LA)  Chronica de Gesta Consulum Andegavorum, Chroniques d'Anjou

### Letteratura storiografica
- Louis Halphen, "La Francia dell'XI secolo", cap. XXIV, vol. II (L'espansione islamica e la nascita dell'Europa feudale) della Storia del Mondo Medievale, 1999, pp. 770–806.
- William John Corbett, "L'evoluzione del ducato di Normandia e la conquista normanna dell'Inghilterra", cap. I, vol. VI (Declino dell'impero e del papato e sviluppo degli stati nazionali) della Storia del Mondo Medievale, 1999, pp. 5–55.
- William John Corbett, "Inghilterra, 1087-1154", cap. II, vol. VI (Declino dell'impero e del papato e sviluppo degli stati nazionali) della Storia del Mondo Medievale, 1999, pp. 56–98.
- (LA)  Marchegay, P. e Salmon, A., Chroniques d'Anjou Tomo I.